# Segelflug bei den Olympischen Spielen
Segelflug war bisher lediglich einmal als Demonstrationssportart bei den Olympischen Sommerspielen 1936 in Berlin vertreten. Es fand kein eigentlicher Wettbewerb statt und das Internationale Olympische Komitee (IOC) erlaubte keine Preise, obwohl die Internationale Studienkommission für motorlosen Flug (ISTUS), die später Teil der FAI-Segelflugkommission wurde, dies beabsichtigte. Allerdings wurde der Schweizer Hermann Schreiber für seinen Flug über die Alpen im Jahr 1935 mit einer Goldmedaille ausgezeichnet.
Die Demonstration fand am 4. August 1936 auf dem Flugplatz Berlin-Staaken statt. Es nahmen 21 Piloten aus sieben Ländern (Bulgarien, Italien, Ungarn, Jugoslawien, Schweiz, Deutschland und Österreich) teil, darunter auch die Deutsche Hanna Reitsch. Am Vortag brach bei einem Kunstflug des Österreichers Ignaz Stiefsohn ein Flügel seines Segelflugzeugs. Er stürzte ab und wurde dabei getötet.
Der ungarische Pilot Lajos Rotter erklärte am Abend des 10. August in Rangsdorf, dass er am nächsten Tag nach Kiel fliegen werde, wo olympische Segelwettbewerbe stattfanden. Anschließend flog er bei schlechtem Wetter mit seinem Segelflugzeug nach Kiel. Bei der Ankunft über Kiel in einer Höhe von 650 m salutierte er mit zwei Schleifen über dem Olympiagelände und landete 4 Stunden und 31 Minuten nach dem Start in Holtenau. Die geflogene Distanz betrug 336,5 km. Dies war damals der längste vorher festgelegte Zielflug eines Segelflugzeugs.
Das Segelfliegen wurde IOC vom auf der Kairoer Konferenz 1938 offiziell als Teil der optionalen Sportarten anerkannt und sollte erstmals bei den Olympischen Sommerspielen 1940 ausgetragen werden. 1939 wurde ein olympisches Segelflugzeug, die DFS Olympia Meise, ausgewählt, die Spiele wurden jedoch aufgrund des Ausbruchs des finnisch-russischen Winterkrieges abgesagt. Die Sportart blieb bis 1956 auf der Liste der optionalen Sportarten. Keiner der Organisatoren hatte sich bis 1956 für die Ausrichtung von Segelflugveranstaltungen entschieden. Die FAI ist vom IOC anerkannt, aber keine ihrer Disziplinen, zu denen auch das Segelfliegen gehört, steht absehbar vor einer Aufnahme ins olympische Programm.